# Żarki Wielkie (przystanek kolejowy)
Żarki Wielkie – zamknięty przystanek kolejowy w Żarkach Wielkich na linii kolejowej nr 365 Stary Raduszec – Bad Muskau, w powiecie żarskim, w województwie lubuskim, w Polsce.